# Sân bay quốc tế Tấn Giang Tuyền Châu
Sân bay Tấn Giang Tuyền Châu là một sân bay ở Tuyền Châu, tỉnh Phúc Kiến, Cộng hòa Nhân dân Trung Hoa (IATA: JJN, ICAO: ZSQZ).

## Các hãng hàng không và các điểm đến
| Hãng hàng không         | Các điểm đến |
| ----------------------- | --- |
| Air China               | Bắc Kinh - Thủ đô |
| China Southern Airlines | Quảng Châu, Thâm Quyến, Ôn Châu |
| Kunpeng Airlines        | Hàng Châu, Trịnh Châu |
| Okay Airlines           | Nam Kinh, Thiên Tân |
| Shenzhen Airlines       | Quảng Châu, Hồng Kông, Nam Kinh, Thượng Hải-Phố Đông, Thâm Quyến, Thái Nguyên, Chu Sơn |
| Spring Airlines         | Thượng Hải-Hồng Kiều |
| Xiamen Airlines         | Bắc Kinh-Thủ đô, Trường Sa, Thành Đô, Trùng Khánh, Quảng Châu, Hàng Châu, Tế Nam, Côn Minh, Nam Xương, Thượng Hải-Hồng Kiều, Thượng Hải-Phố Đông, Thâm Quyến, Vũ Hán, Tây An, Trịnh Châu, Chu Sơn |